# Trajano Andrade
Trajano Roberto Andrade Viteri (Manta, 22 de noviembre de 1949) es un abogado y político  de Ecuador que ha ocupado varios cargos públicos.  
Ha sido Asambleísta Constituyente, Diputado por Manabí, Ministro de Educación encargado, Presidente de la Autoridad Portuaria de Manta, Subsecretario de Educación, Conjuez de la Corte Suprema de Justicia de Manabí y concejal de Manta. 
Como diputado en 1986 cumplió una permanente acción fiscalizadora al gobierno socialcristiano que gobernó Ecuador desde 1984-1988. Denunció con firmeza polémicas obras de ese entonces como la vía Perimetral de Guayaquil y otras.
En 1988, durante el gobierno de Rodrigo Borja, fue nombrado Subsecretario de Educación.
Desde esa cartera impulsó la histórica campaña de alfabetización “Monseñor Leonidas Proaño”, en la cual cerca de 300 mil estudiantes y profesores llevaron conocimiento a los sitios más apartados del país en una movilización sin precedentes. 
Como Subsecretario también estuvo a cargo el equipamiento integral de escuelas y colegios a través del proyecto Promet – Amer, cubriendo casi en su totalidad el déficit de infraestructuras educativas. 
Académicamente, Trajano Andrade tiene conocimientos en materia legal, ciencias sociales, comunicación y administración pública. 
Es Abogado de los Tribunales de la República del Ecuador y Licenciado en Ciencias Sociales y Políticas. Tiene además dos Masterados, uno en Administración Pública y Portuaria y otro en Periodismo, además de un Diplomado en Técnicas de Negociación y otro en Gobernanza y Gestión Pública.
En el ámbito privado, fue el abogado que más casos patrocinó en el accidente aviatorio de la compañía Million Air, una aeronave de carga que cayó en el barrio La Dolorosa del puerto manabita, que provocó 32 muertes y un centenar de familias afectadas.
Gracias a la intervención profesional de Andrade, la mayor parte de las familias afectadas fueron indemnizadas.
En el año 2004 fue designado Presidente de la Junta Cívica de Manta, el mismo año en el que se obtiene la administración del puerto mediante su transferencia al Municipio de Manta. 
La Junta Cívica se encargó de la concesión del puerto, para lo cual el abogado Trajano Andrade Viteri fue nombrado Presidente del directorio de Autoridad Portuaria de Manta.
Además fue Ministro de Transporte y Obras Públicas, desde el 15 de enero de 2007 hasta el 15 de junio de 2007, en el gobierno del Presidente Rafael Correa.
Renunció a su cargo para ser candidato a la Asamblea Nacional Constituyente y participó en eventos como la colocación de la primera piedra para la construcción del local para la Asamblea Nacional Constituyente que redactó la Carta Magna que actualmente está en vigencia en Ecuador.
Trajano Andrade cuando fue Ministro de Transporte y Obras Públicas gestionó con el Cuerpo de Ingenieros del Ejército la construcción del puente “Los Caras” que une Bahía con San Vicente, una de las obras históricas de la provincia que fue anhelada por varias décadas. Durante el terremoto del 16 de abril de 2016, gracias a este puente, la ayuda humanitaria y asistencia llegaron rápidamente.
También se le atribuye el impulso a obras de gran magnitud como la Vía Puerto-Aeropuerto, la Troncal Amazónica, Ciudad Alfaro, así como el combate permanente a la delincuencia organizada en Manta y en la provincia.